# La rebelión de las Madres
La rebelión de las Madres es el primer tomo de un libro que relata minuciosamente y analíticamente la historia de las Madres de Plaza de Mayo, escrito por el periodista y abogado argentino Ulises Gorini. Publicado por primera vez en el 2006 en la Argentina por Grupo Editorial Norma, lleva un prólogo del escritor argentino Osvaldo Bayer, quien considera esta obra como el trabajo de investigación más completo y exhaustivo sobre ese movimiento social de mujeres,uno de los más singulares de la historia argentina y mundial, surgido como respuesta a la desaparición forzada de personas, en la segunda mitad de la década de los setenta del siglo veinte.

## Investigación
El libro es el resultado de más de una década de investigación realizada por el autor sobre la base de numerosas fuentes, documentos secretos de la dictadura instaurada el 24 de marzo de 1976 en la Argentina, diarios y revistas de la época, examen del material fotográfico y filmico de esa etapa, el valiosísimo archivo de la Asociación Madres de Plaza de Mayo, el archivo de Madres de Plaza de Mayo Línea Fundadora y otros como el de la Asamblea Permanente por los Derechos Humanos, la Comisión Nacional Sobre Desaparición de Personas de la Argentina (CONADEP), el de la Liga Argentina por los Derechos del Hombre, numerosos archivos personales, testimonios de protagonistas -en especial integrantes del movimiento de las Madres- y la más completa revisión de la bibliografía preexistente a su publicación en el 2006.

## Marco teórico
Aunque la investigación es presentada con factura periodística y se estructura básicamente como un relato histórico, en realidad tiene como base un marco teórico complejo en el que se conjugan las ciencias históricas, la antropología, la psicología, la sociología y la economía entre otras disciplinas. 
El trabajo parte de conceptualizar a las Madres como un movimiento social de resistencia en el contexto del proceso de constitución de una fuerza social y política de oposición al régimen dictatorial surgido en la Argentina el 24 de marzo de 1976. 
Confrontando con las interpretaciones a-históricas del fenómeno de las Madres, como expresión de una concepción mitológica de la maternidad, al margen de las épocas, las diversas formaciones sociales, las clases y las diversas culturas, el autor sitúa al movimiento como una fuerza política que teniendo como punto de partida ciertas prácticas de la maternidad, sus integrantes deben enfrentar un procesos de autotransformación de esas prácticas, que de lo contrario les hubieran impedido emprender la búsqueda de los hijos desaparecidos y su lucha inclaudicable. Es así como surge entre ellas una nueva concepción sobre la maternidad, una maternidad socializada que está en la base del fenómeno que representan.

## Estructura
El libro se compone de un prólogo, escrito por el periodista argentino Osvaldo Bayer -autor entre otros libros de La Patagonia rebelde-, una extensa introducción a cargo del propio Gorini -en la que no solo nos introduce en los antecedentes históricos de una época sino que también se abre a la política sobre la genealogía del movimiento de las Madres-, y cuatro partes: la primera, titulada Las locas (que abarca desde fines de 1976 hasta el 10 de diciembre de 1977), la segunda, Desde la Plaza al mundo (desde fines de diciembre de 1977 hasta abril de 1979), la tercera, Resistencias (desde mayo de 1979 hasta marzo de 1982) y la cuarta, El símbolo de casi todos (desde el 2 de abril de 1982 hasta 1983). Cada parte se corresponde con una periodización histórica de las Madres, establecida como resultado de la investigación, que señala etapas perfectamente diferenciadas en el proceso de constitución y desarrollo de este singular movimiento de mujeres de la Argentina.

## Interpretaciones
En relación con esta obra, Osvaldo Bayer dice: "Un libro que es una época. El autor nos presenta por primera vez en forma exhaustiva y completa el testimonio, el análisis y la crítica invalorable de una época. De una gesta. Prueba por prueba. La gesta histórica de las Madres. Y las miserias, pequeñeces, egoísmos y brutalidades increíbles de todo un ciclo histórico. Documento tras documento. Las Madres allí solas, en Plaza de Mayo, frente al poder omnímodo de los desaparecedores (....) Sí. En este libro se demuestra cómo la Poesía vence al Poder. Es así. Aquí queda demostrado."

## Continuación de la historia de las Madres
A La rebelión de las Madres. Historia de las Madres de Plaza de Mayo. Tomo I. 1976-1983, le ha seguido La otra lucha. Historia de las Madres de Plaza de Mayo. Tomo II. 1983-1986 (ISBN 978-987-545-434-7). El libro, publicado por Grupo Editorial Norma, en Buenos Aires, 2008, es la continuación del trabajo de investigación y aborda la primera etapa de la pos-dictadura y el momento en que el movimiento de las Madres se divide en dos sectores, la Asociación Madres de Plaza de Mayo, presidida por Hebe de Bonafini, y Madres de Plaza de Mayo Línea Fundadora. El autor tiene en preparación el tomo III, que abarcará desde 1986 hasta 1996.